# Domanins
Domanins (Domanins in friulano, pronuncia Domanìns) è una frazione del comune italiano di San Giorgio della Richinvelda, in Friuli-Venezia Giulia.
Il territorio della Richinvelda (denominato così per la presenza della vasta area prativa nella sua parte occidentale) è situato lungo la strada provinciale che da Spilimbergo conduce a Zoppola.
La zona situata tra il capoluogo San Giorgio e la frazione Rauscedo è nota per la chiesetta di San Nicolò dove il 6 giugno 1350 spirò il patriarca Bertrando d'Aquileia.
Il Comune è rinomato quale terra de “Le Radici del Vino” per la coltura intensiva della vite e del vino.
Nel 2015 gli è stato assegnato il premio “Comune delle Cooperative”.
Domanins è collocato nella parte sud-ovest del territorio e confina a sud con i comuni di Valvasone Arzene e di Zoppola.
Secondo i dati reperibili dal sito della C.E.I., Domanins conta 867 abitanti.

## Storia

### Antichità e Medio Evo
I primi insediamenti nella zona di Domanins e nelle terre attigue si ebbero a partire dall’età del bronzo (1.500 a.C.).
La storia delle genti del luogo ripercorre la storia dell’antica Roma e il periodo delle invasioni barbariche fino all'arrivo dei Franchi, i quali sottomisero il territorio ricomprendendo Domanins sotto l’autorità del Sacro Romano Impero.
La parte sud dell’abitato era attraversata dalla Strada Romana Postumia, importante via di comunicazione di sovrani e ufficiali militari. Fra questi papa Pio VI nel 1782 e l’imperatore Napoleone Bonaparte nel 1797.
Il villaggio di Domanins è documentato per la prima volta, nel 1123 quando alcune terre della "villa Dominik" sono lasciate dal duca Enrico IV di Carinzia all’abbazia di St. Paul in Lavanthal: “…in Foroiulii…7 hobe in villa Vivar, due in villa Dominik …”.
L’etimologia del nome è tuttora incerta. Per taluni, Domanins è la forma latina di Domini ecclesia o di domus domini. Per altri, il nome deriva dal ladino Dominium o dall’eponimo Dominicus. Nelle forme tedesche il nome è "Dominik" o "Tomanis", in quelle friulane è invece "Amanins" o "Omanins", in modo tale che la particella “de” sottintesa si riferisca a “villa”, ossia “villa di Omanisio”.
Secondo studi più recenti, l'origine dell'abitato è ancora più antica e la sopracitata pergamena (apographum vetustissimum) è una delle copie della originale Charta donationis atque definitionis databile al 762 d. C. Il nome che si riferisce a Domanins è forse il seguente: “…et terras, et vineas vel prata quod habemus in Daunino”.
Nell’Alto Medio Evo, da Aquileia e da Concordia, in questa regione si propagò la religione cristiana sostituendo credenze e culti pagani.
Domanins appartenne all’antichissima pieve di San Giorgio (“plebem S. Georgei”). Dal 1077 divenne parte del Patriarcato di Aquileia, dal punto di vista civile, e dalla Diocesi di Concordia da quello spirituale. Domanins fu una delle quindici parrocchie appartenute all’antica pieve e riconosciute dal Vescovo Gerardo (1177).
Sin dal XIII secolo la giurisdizione era esercitata dai signori di Spilimbergo che detenevano la potestà civile e criminale. Inoltre, avevano qui i loro possedimenti anche il monastero di St. Paul in Lavanthal e i signori di Porcia.
Nel 1420, la Patria del Friuli passò sotto la giurisdizione della Repubblica di Venezia. I conti di Spilimbergo mantennero i propri privilegi e i possedimenti aderendo ai patti di dedizione o di fedeltà con il governo della Serenissima.
La parrocchia di San Michele Arcangelo in Domanins nacque nel 1479. Da un documento conservato in diocesi, risultò che prima di tale data la cura delle anime fu affidata ad un unico parroco per Domanins e per il vicino paese di Rauscedo.
All’epoca la parrocchia beneficiò del giuspatronato col quale usufruì del diritto di scegliersi il proprio parroco. Tale beneficio rimase in vigore fino al 1972.
Per tre secoli Domanins e i paesi vicini avevano conosciuto un lungo periodo di pace e di tranquillità sociale nonostante la condizione poverissima della popolazione che sopravviveva solo grazie ai raccolti perlopiù magri delle campagne o della pastorizia praticata nei greti sassosi del Meduna o del Tagliamento.
L’unico evento tragico che sconquassò la vita delle genti del luogo fu la cruenta incursione dei Turchi del 1478.

### Età moderna e contemporanea
Il 16 marzo 1797, in tutto il territorio della pieve e negli altri paesi vicini al Tagliamento, le truppe francesi di Napoleone si scontrarono contro l’esercito dell’arciduca d’Austria Carlo di Asburgo. Il 17 ottobre 1797, Napoleone, uscito vittorioso dalla battaglia, cedette all’Austria quel territorio che prima appartenne alla Repubblica di Venezia. I privilegi feudali degli Spilimbergo scomparirono e, nel 1806, l’imperatore francese, divenuto re d’Italia, instaurò il regime dei comuni e Domanins divenne dapprima parte del comune di San Martino al Tagliamento, cantone di Valvasone, dipartimento di Passariano (1807), per poi diventare definitivamente frazione del comune di San Giorgio (1811).
Nel 1818, con il ritorno della dominazione austriaca, fu confermata l’istituzione comunale, furono altresì introdotte le province e Domanins rimase sotto San Giorgio.
Nel 1866, con l’annessione del Friuli al Regno d’Italia, il comune di San Giorgio assunse la denominazione “San Giorgio della Richinvelda”.
Nei decenni di fine secolo, le attività economiche, ancora difficili e critiche, si svilupparono in iniziative sperimentali e cooperative. Furono in molti fra uomini, donne e famiglie a scegliere la strada dell’emigrazione: Austria, Ungheria, Romania. Nei decenni successivi l’America del nord e del sud, altri paesi europei e la lontanissima Australia furono le mete agognate della quasi totalità delle famiglie del paese.
Durante il periodo 1915-18 molti giovani partirono per il fronte di guerra. Nel 1917, dopo la rotta di Caporetto, il paese fu devastato dalla occupazione delle truppe austro-tedesche che sottomisero la popolazione con saccheggi, devastazioni e violenze di ogni tipo. E fu proprio nel primo dopoguerra che inizio la grande emigrazione verso i paesi d’oltreoceano.
Nel secondo conflitto mondiale (1940-45) i soldati di Domanins conobbero gli eventi tragici della guerra sul fronte greco-albanese, nella ritirata in Russia e l’occupazione tedesca dopo l’armistizio dell’8 settembre 1943. La popolazione sperimentò anche il dramma della deportazione. A Domanins si registrarono 39 prigionieri internati nei campi da lavoro e di concentramento, di cui 25 nei lager della Germania o negli altri territori occupati. Un combattente fu internato per motivi politici a Mauthausen-Gusen III  e ne uscì fra i pochi sopravvissuti.
Nel secondo dopoguerra, dopo i disastri provocati dal conflitto, le condizioni economiche peggiorarono sensibilmente. La maggior parte delle famiglie del paese scelse in modo sempre più massiccio la strada dell’emigrazione e molte di loro lo fecero in via definitiva. I paesi interessati furono: Inghilterra, Francia, Germania, Belgio, Olanda, Svizzera, Stati Uniti d’America, Canada, Venezuela, Argentina, Guatemala.
A Domanins il lavoro si sviluppò nell’agricoltura. Con il corso degli anni Settanta si svilupparono attività artigianali, commerciali e le libere professioni.

## Monumenti e luoghi d’interesse

### Architetture religiose

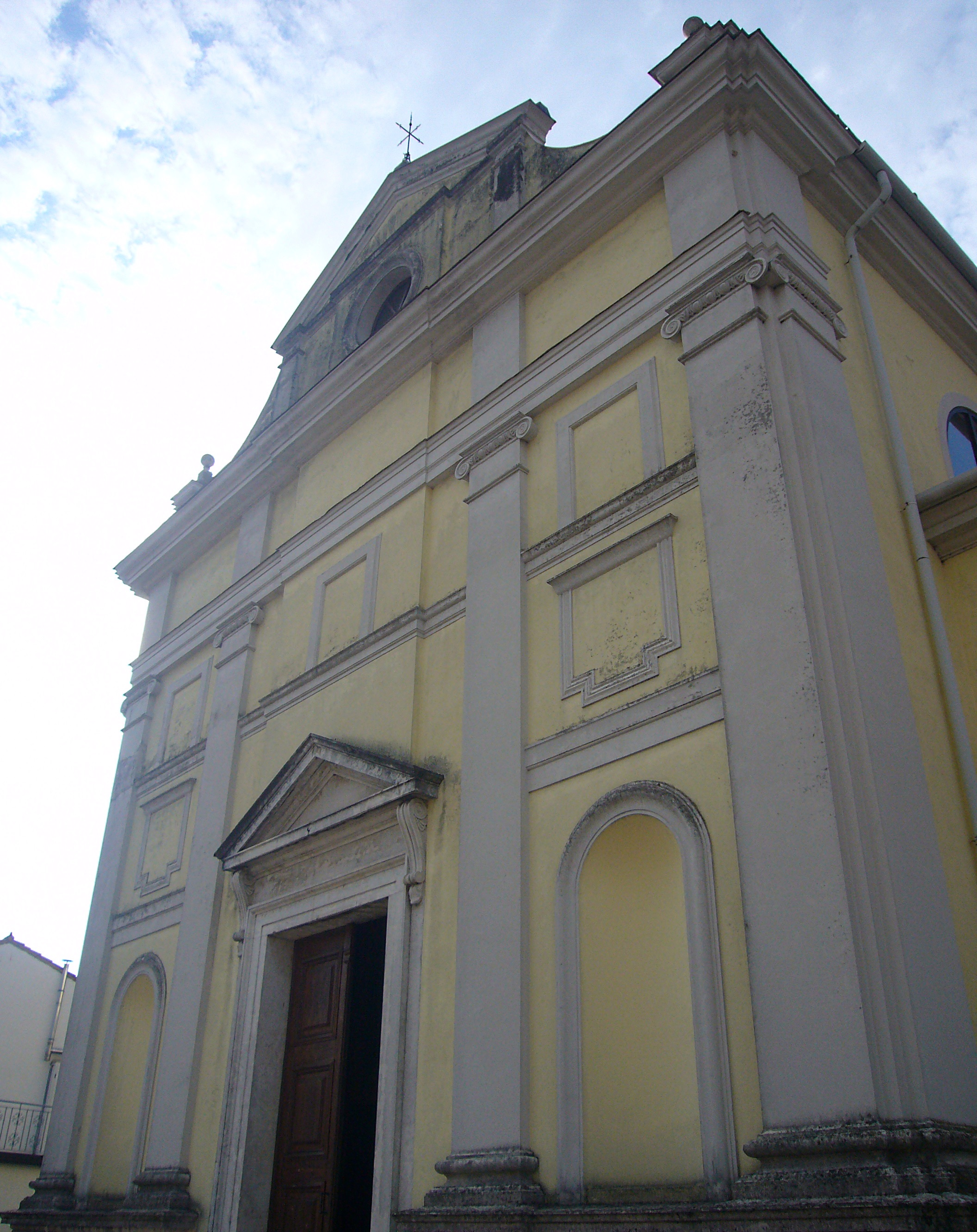
La chiesa parrocchiale

- Chiesa arcipretale di San Michele Arcangelo. La chiesa parrocchiale La primitiva parrocchiale fu edificata nel XII secolo e fu eretta ove attualmente vi è la canonica. La chiesa era circondata dal cimitero e anche al giorno d’oggi è possibile trovare ossa umane scavando alla profondità di uno o due metri di terra.[7] La vecchia parrocchiale fu demolita nel 1845. Le uniche opere rimaste sono l’altare maggiore e le pale pittoriche di San Valentino e della Beata Vergine del Rosario, tutte passate nell’attuale chiesa. La nuova parrocchiale, sita nella piazza omonima, fu costruita tra il 1841 e il 1854. I lavori iniziarono già dal 1836, sulla base del progetto approvato dal comitato pro erigenda chiesa istituito da don Giovanni Covelli nel 1832. Furono però bloccati per la mancata approvazione da parte della regia delegazione della Provincia del Friuli di stanza a Udine. I lavori ripresero infatti nel 1841 con il contributo del regio governo dell’Impero Austriaco con la collaborazione dei paesani. Si svolsero sotto la maestranza del capomastro Pietro Bisutti su progetto dell’ingegner Giovanni Battista Cavedalis. La popolazione, come si apprende dai registri parrocchiali, offrì la propria mano d’opera, derrate agricole e oboli in denaro.[8] La facciata è inquadrata in senso verticale e orizzontale da lesene e cornicioni; essa termina con un frontone cieco raccordato ai suoi angoli da due pinnacoli. All’interno della chiesa, l’opera più pregiata è l’altare maggiore in marmo policromo in stile barocco e risalente al Settecento. Di pregiata fattura è anche la porticina del tabernacolo, dedicata a San Michele Arcangelo, con raffigurata la deposizione della croce. Ai lati dell’altare sono collocate le statue di San Michele e di San Raffaele che sostituiscono le antiche immagini dipinte su tela. Al di sopra dell’altare vi è l’antica pala della Beata Vergine del Rosario, di autore ignoto. Al lato sinistro dell’altare è posizionata l’altare di San Valentino con l’immagine del Beato, risalente al 1595. In un primo tempo la paternità dell'opera fu attribuita ora alla scuola del Pomponio Amalteo ora a quella di Gasparo Narvesa. Dopo ulteriori studi, gli storici dell'arte furono concordi nell'assegnarla al quest'ultimo.[9] Al lato destro, c’è l’altare dedicato all’Immacolata Concezione con un simulacro in legno dello scultore Scalambrin di Fossalta di Portogruaro. Sopra la porta principale della chiesa è collocata una pala rappresentante l’Annunciazione opera del 1653 del pittore veneziano Francesco Matteazzi. La chiesa è stata consacrata il 1º maggio 1970 dal Vescovo Vittorio De Zanche. La parrocchiale divenne arcipretale l'11 febbraio 1981 con decreto del vescovo Abramo Freschi.

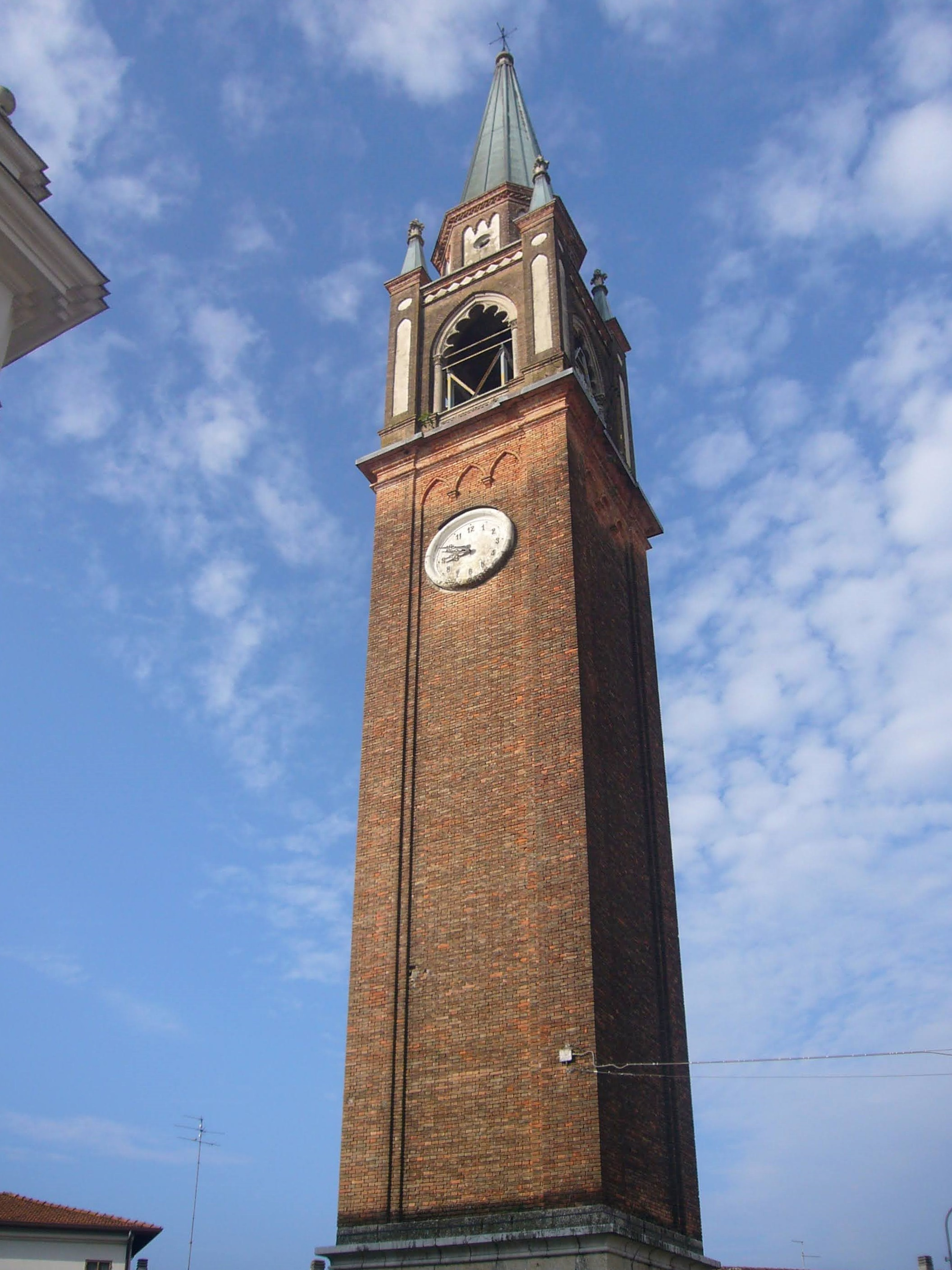
Il campanile

- Campanile è in stile gotico ed è alto 41 metri secondo le stime ufficiali (secondo altre fonti raggiunge i 47 metri).Il campanile È stato realizzato su progetto dell’architetto Girolamo D’Aronco di Gemona Del Friuli padre del ben più noto Raimondo d'Aronco. La prima torre campanaria di Domanins risale al 1656-1658. Fu costruita dai maestri Carlo e Martino Milanesi che la incorporarono alla chiesa. Antecedentemente la parrocchiale era provvista di una sola campanella collocata su un campaniletto a vela. Nel 1842 il campanile fu demolito assieme alla chiesa e il materiale di risulta fu impiegato per la costruzione del nuovo tempio. I lavori di costruzione dell’attuale torre iniziarono nel 1872 sotto la guida del parroco don Giuseppe Della Schiava. La posa della prima pietra avvenne il 15 aprile 1880. A causa della mancanza di fondi e della consistente emigrazione della popolazione in quegli anni nei paesi dell’America Latina, i lavori vennero ultimati solo negli anni 1892-1894 sotto la guida del compaesano Sante Lenarduzzi e con il reverendo parroco don Giobatta Sina. Nel 1887-1889 i paesani di Domanins costruirono la strada che porta a Castions di Zoppola. Con il denaro ricavato da questo lavoro riuscirono ad ultimare il campanile. Le campane arrivarono nel 1900. Il fonditore Pietro Colbacchini di S. Giovanni di Bassano acquistò le campane di Vigonovo con i soldi delle offerte della popolazione di Domanins e con la consegna dei vecchi bronzi. Il telaio fu costruito da Giovanni Tapporello di Mason Vincentino. Le campane suonarono per la prima volta il 14 gennaio 1900.[10] Il campanile fu danneggiato sulla punta da un ciclone nel 1919 e, in tempi più recenti, da uno scontro aereo avvenuto nel 1971 e dal terremoto del 1976.
- Chiesa di San Girolamo in Selva (? - 1822). Chiesetta campestre di antichissime origini situata nella località Selva di Sotto, nel "Campo della Chiesa" ed era dedicato a San Girolamo confessore e dottore. Le sue radici affondano in epoca paleocristiana romana. Costruito secoli prima della chiesa parrocchiale di San Michele Arcangelo, in questo oratorio veniva celebrata la festa dell'Ascensione, con una processione che partiva dalla parrocchiale, usanza con la quale si voleva affratellare i fedeli di diritto romano con i fedeli di origine longobarda. Alla vigilia della festa dell'Ascensione, aveva luogo la distribuzione del pane come riconciliazione tra i poveri e i non poveri. La chiesetta era di modeste dimensioni, dotata di un campaniletto a vela e di un'abside circolare. Era composta da un altare con una sola pala oggetto di restauro nel 1673. L’edificio fu danneggiato gravemente a seguito dell'occupazione delle truppe francesi in età napoleonica. Nel 1822 il vescovo Ciani decretò la sua demolizione. Secondo la memoria popolare, invece, la chiesetta fu distrutta a causa di un'esondazione del torrente Meduna avvenuta nell’ottobre del 1823.
- Oratorio di Santa Eurosia Martire, è collocato all’interno della villa Spilimbergo-Spanio appena fuori dal muro di cinta ma più all’interno rispetto alla strada, ed è di origine cinquecentesca. La chiesetta è proprietà della famiglia Spanio di Spilimbergo ed è dedicato a Santa Eurosia patrona delle campagne. Il portale dell’edificio è opera di Antonio Pilacorte. Nel corso degli anni l'oratorio è stato ampliato e rimaneggiato.
- Oratorio di San Giovanni Battista (1677-1994). Nella parrocchia di San Michele Arcangelo esisteva un oratorio dedicato al Battista. Esso fu fatto erigere dal reverendo Giovanni Maria D’Agostini pievano di Dardago. Quella dei D’Agostini era una delle famiglie più ricche e colte del paese. Il tempietto dovette fungere da oratorio e tomba di famiglia. Nel 1950, dopo la rettifica confinaria tra la parrocchia di Domanins e la curazia di Rauscedo, la chiesetta di San Giovanni fu assegnata a quest'ultima. La parrocchia di Domanins mantenne la proprietà del tempietto e il diritto ad officiare la messa nel giorno del santo (24 giugno) e nel giorno della seconda rogazione. Alla curazia di Rauscedo spettò cura, manutenzione e facoltà di officiare la messa in tutti gli altri giorni dell’anno. Nel 1994, la diocesi di Concordia-Pordenone assegnò in via definitiva la chiesetta di San Giovanni Battista alla parrocchia di Santa Maria e San Giuseppe di Rauscedo. Si trova lungo la via San Giovanni a Rauscedo che da Domanins porta alla Piazza Cooperative. Posta sul lato sinistro della strada, la chiesetta si presenta al viaggiatore come un'unica aula rettangolare con un portico sulla propria facciata. Il tetto del portico è a tre spioventi ed è sostenuto da muri laterali e da tre volte in stile neogotico che poggiano su quattro colonne. Al di sopra di esso svetta una monofora campanaria. Ai suoi lati si dipartono due pareti murarie, il che fa capire che il tempietto nei tempi passati faceva parte del cortile di un’abitazione privata. La balaustra e la mensa dell’altare sono in pietra e sono opera del lapicida Giobatta Antonelli di Dardago mentre la parte superiore dell’altare è in legno e fu costruito da Osvaldo Zotti di Provesano. Al suo interno, l’altare è in legno lavorato in stile barocco. La pala rappresenta il battesimo di N. S. Gesù Cristo. Sulla tomba dell’abside si trova la seguente scritta: “Pie Deus qui/Ioanem Mariam/confessorem/esse voluisti/hic in terris/fac/eumsvpliciter sanc/tor tuor perpo/esse consortem/in cieli/addi 20 – febo/1760”.[11]
- Oratorio S. Michele Arcangelo (già Scuola Materna). Oggi sede delle associazioni, l'edificio cominciò ad essere costruito nel 1952 per volontà esplicita del reverendo parroco don Baldassare Gallo Moschetta, parroco di Domanins dal 1932 al 1972, al fine di creare un luogo per la prima e fondamentale educazione dei bambini tutti e anche per l’insegnamento del taglio, cucito e rammendo per le bambine. Inoltre, l’istituto avrebbe onorato la memoria dei caduti di tutte le guerre, erigendo al proprio interno un altare dedicato alla Vergine Maria quale ex voto per aver risparmiato Domanins dai bombardamenti dell’ultima guerra mondiale. Al progetto dell’asilo infantile si prodigò con forte desiderio e senza sosta, contribuendo anche con i suoi pochi risparmi e con l’eredità del padre. Nel 1951, don Gallo utilizzò il denaro derivante dal lascito paterno parte per un’operazione di ernia e parte per il nuovo edificio. E negli anni cinquanta il progetto cominciò a prendere forma. L’ingegnere Giovanni Lenarduzzi, originario di Domanins, si propose per eseguire il progetto gratuitamente. La famiglia Obberoffer a sua volta donò gratuitamente il terreno di per l’erigendo edificio, posto accanto a quello dove sorse nello stesso periodo la Scuola Elementare. Il signor Angelo Gei costituì e presiedette un comitato paesano con il compito di tracciare le linee guida dell’opera. Arrivarono contributi e concessioni di cantieri dal governo nazionale e numerosi compaesani concorsero con prestazioni di lavoro gratuite o con donazioni. La scuola materna ebbe luce nel 1962 con inaugurazione il 30 settembre. Era un edificio a due piani. Al piano terra una sala per le lezioni, le riunioni e le esibizioni teatrali (sala Tommaso Obberoffer), una cucina, un refettorio, una stanza adibita a cappella sacra e i servizi igienici. Al piano superiore era sito il dormitorio per le suore. Le suore appartenevano alla Congregazione religiosa delle Povere figlie di Maria Santissima Incoronata. La Scuola Materna era intestata a S. Vincenzo De Paoli e a S. Cecilia V. M. L’attività della nuova Scuola Materna durò fino al 1971.
- Capitello della Madonna dell'ancona. Ancona di pietà, capitello con l'effigie della Madonna risalente al XVI secolo. Collocato all'ingresso del camposanto, il capitello è un'espressione della devozione religiosa popolare, dedicato alla Vergine Madre e alla sua invocazione per la protezione dei campi contro l’esondazione delle acque del torrente Meduna. La Santa Madre veniva invocata con suppliche e preghiere a protezione del vicino argine sul Meduna. I campi circostanti venivano appunto chiamati i ciamps dall’ancona. Originariamente, questa piccola nicchia conservava una statuetta protetta da un vetro. Nel 2008 essa è stata restaurata nella struttura in marmo e tinteggiata. Negli anni seguenti e fino al 2014 sono stati collocati, al posto della statuetta, tre mosaici raffiguranti la Madonna col Bambino Gesù (fronte), il viaggio al calvario di Gesù carico della croce (destra), l’Assunzione di Maria al cielo (sinistra). La strada che proviene dal centro di Domanins all’ancona è chiamata giustappunto via Meduna.

### Architetture civili
- Villa Spilimbergo-Spanio. "Palazzo di “vetusta villeggiatura…” fu edificato a partire dalla fine del XIV secolo e divenne “…poi di stabile residenza” della famiglia Spilimbergo-Domanins verso il XVII secolo.[12] Essa si trova nella parte orientale del paese, collocata sulla via Belvedere, lungo la provinciale che da Spilimbergo conduce a Pordenone. La villa è costituita da un corpo centrale a tre piani con ali arretrate che si affacciano in una corte adibita a giardino. I fabbricati di servizio, un tempo adibiti e barchessa, sono staccati dal corpo centrale e disposti perpendicolarmente ad esso. La facciata verso la campagna presenta la medesima disposizione. L’edificio centrale è racchiuso da due torri sporgenti a quattro piani. La villa attuale è frutto di un intervento strutturale dell’inizio del 1800. Tra le opere d’arti presenti al suo interno vi è l’atrio affrescato di Giovanni Battista Canal e Giuseppe Borsato. Vi è un quadro di autore ignoto della seconda metà del ‘500. Nel palazzo, inoltre, si trovavano due ritratti di Irene di Spilimbergo e della sorella Emilia attribuiti al Tiziano e acquistati da un collezionista americano a Londra nel 1909. Nel giardino sono esposte alcune opere dello scultore Ivan Theimer. Attualmente il palazzo è proprietà e residenza della famiglia Spanio di Spilimbergo.
- Scuola Elementare Statale A. Gabelli (oggi dismessa). L'edificio è stato inaugurato il 28 marzo 1962 e ospitava le classi elementari per gli alunni di Domanins e Rauscedo. Dopo la sua chiusura, negli anni novanta del secolo scorso, divenne la sede delle associazioni del paese. Oggi è chiuso al pubblico.

### Monumenti
- Monumento ai caduti. Il monumento che a Domanins ricorda i caduti di tutte le guerre è stato realizzato dallo scultore Mario Sarto di Bologna e inaugurato il 2 luglio 1922. L’opera in marmo bianco rappresenta il fante di trincea simbolo dei nostri combattenti e del loro eroismo. Il soldato italiano, povero e spoglio di tutto, è fiero del proprio sacrificio e di avere al suo fianco la Statua della Vittoria. Il 2 ottobre 1927 fu officiata la cerimonia solenne di benedizione della Bandiera dell’Associazione Nazionale Combattenti, la cui sezione a Domanins si costituì il 23 luglio 1926, e la signora Amabile Lenarduzzi Franceschina, maestra di Domanins, fu la Madrina del Tricolore. Dopo il secondo conflitto mondiale, fu volontà dei Combattenti sostituire la lapide in marmo per sovrascrivere i nomi di tutti i caduti di Domanins di tutte le guerre nelle quali fu impegnata la nostra Patria. Nel 1954, l’opera fu restaurata grazie alla generosità della popolazione del paese. Il 18 novembre 1984 un referendum popolare, che divise il paese, approvò l’idea di spostare il monumento in un altro sito che fosse a lui più consono. Nel 2002, esso fu collocato in Piazza Indipendenza, ove si trova tuttora. Alle spalle del monumento vi è il muro dell’infinito. Costruito con i sassi del Tagliamento, esso rappresenta la nostra terra e i nostri giovani caduti per la Patria sul campo di battaglia. Nel gennaio 2001, la sezione Combattenti e Reduci di Domanins si sciolse donando patrimonio ed eredità morale alla sezione paesana dell’Associazione Friulana dei Donatori di Sangue (A.F.D.S.). Nel giugno 2016, i donatori di sangue collocarono accanto all'opera una targa didascalica in due lingue.[13]

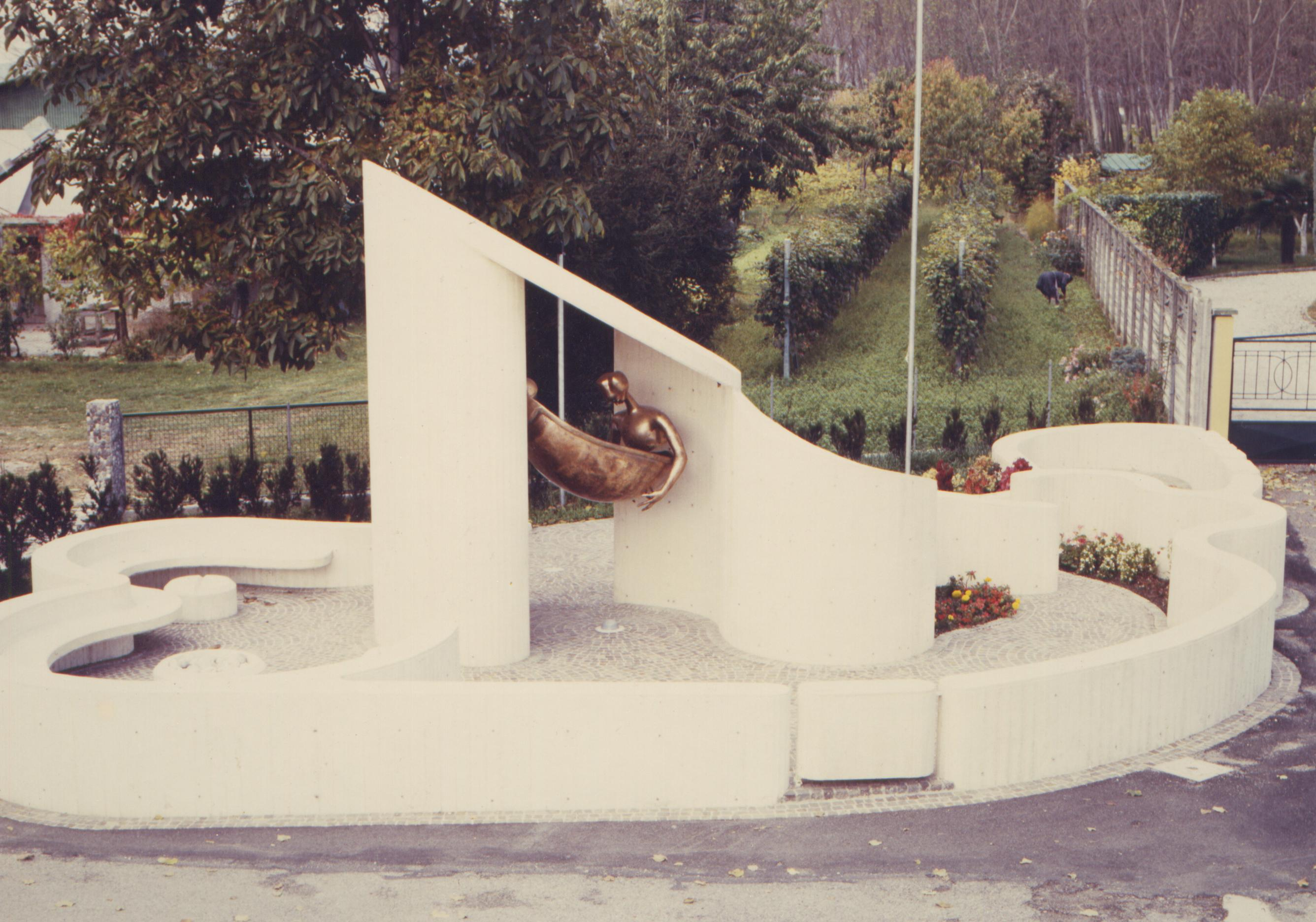
Il Monumento all'emigrante e al viandante

- Monumento all’emigrante e al viandante. Il Monumento all'emigrante e al viandante L’opera, iniziata nel maggio 1984 su progetto dell’architetto Ettore Polesel di Sacile, prima in assoluto nella Destra Tagliamento, è stata ultimata e inaugurata il 14 agosto 1986. Il monumento è dedicato ai viandanti assetati e a tutti coloro che partirono in cerca di fortuna. L’opera si trova sulla via Belvedere che conduce da Pordenone a Spilimbergo e fu costruita per iniziativa di Sante Lenarduzzi presidente dei donatori di sangue di Domanins. Essa è composta da un sacello collocato all’interno di un recinto (il capitello) e dalla statua della Vergine col Bambino incastonata alle pareti dell’esedra, opera dello scultore Edo Janich di Valvasone. L’opera originale land art, con tutti i suoi elementi architettonici, rappresenta il viaggio simbolico dell’individuo nelle varie fasi della vita. La vita dell’uomo, come dell’emigrante, scorre attraverso alterne fortune, gioie e dolori fino alla morte. Il capitello con la Madre e il Bambino Gesù sono la sola giustificazione della sua esistenza alla quale fonte l’uomo si abbevera.[14]

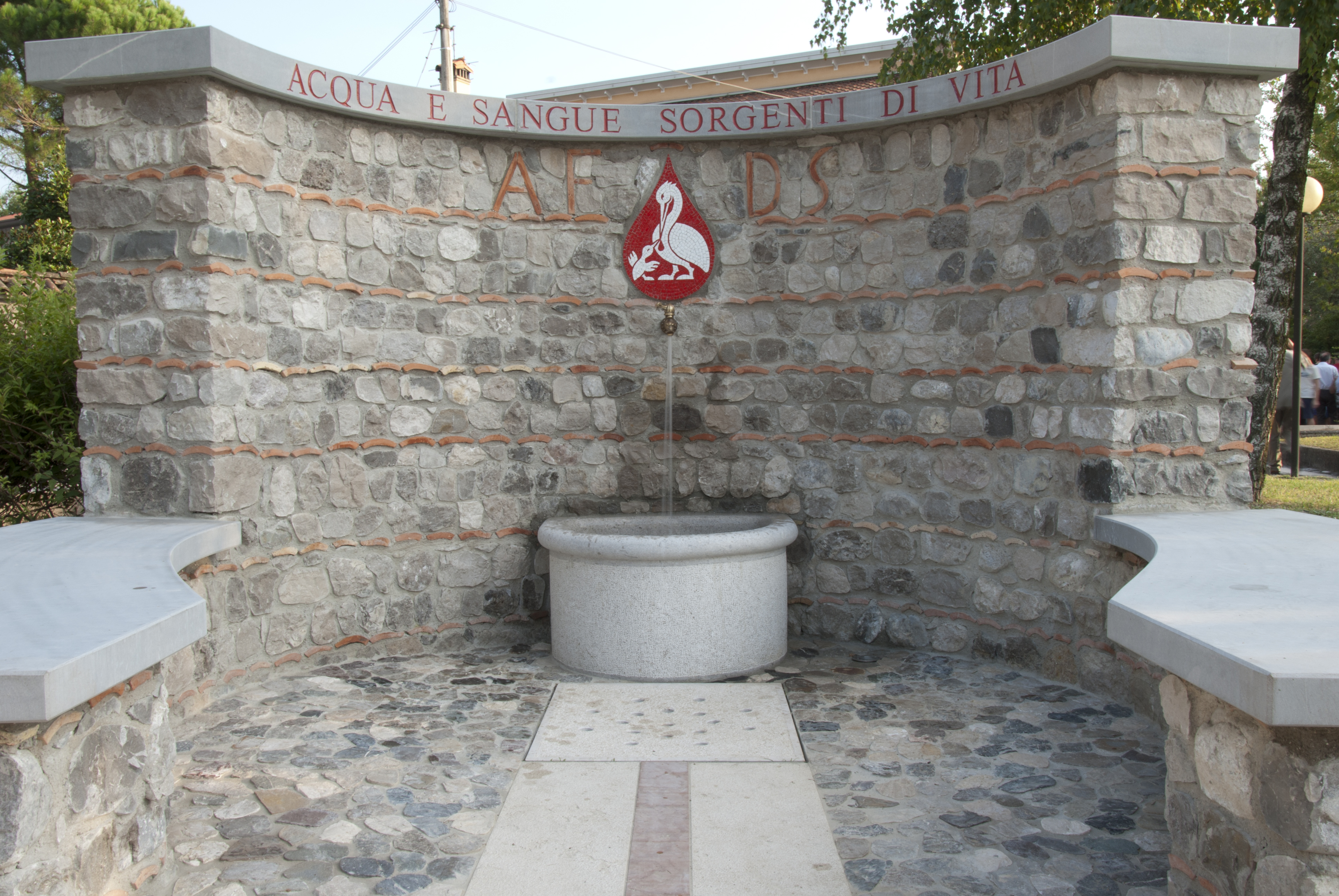
Il Monumento ai donatori

- Monumento ai donatori. Il Monumento ai donatori Inaugurato il 7 settembre 2013. L’opera è collocata in Piazza Indipendenza. Progettato e costruito da volontari del paese, il monumento è una fontana dalla quale sgorga il dono. “Acqua e sangue sorgenti di vita” come è scritto sul cornicione. “…le pietre che compongono la fontana sono i sassi del Meduna, gli elementi naturali della nostra terra. Ai lati sono disposte due panche affinché chi vi si siede possa riflettere sul messaggio che essa esprime. Acqua e sangue, sorgenti di vita. È l’iscrizione incisa sopra il Pellicano che meglio sintetizza il nostro pensiero e la nostra attività di donatori. Ciò rappresenta il monito e la speranza di coloro che hanno fatto del dono gratuito di sé un bene prezioso per gli altri".[15] Il 9 novembre 2020, l'amministrazione comunale ha voluto intitolare una "via dei Donatori" quale omaggio ad una tradizione e ad una cultura del dono del sangue e degli organi che, nel corso della sua storia, ha contraddistinto il paese di Domanins.

### Altro
- Sito in memoria dell'architetto Luigi Pellegrin. Il progetto fu realizzato dall'assessore comunale Francesco Orlando in memoria di Luigi Pellegrin (1925-2001), uno dei più famosi architetti italiani e originario di Domanins. Fu presentato per la prima volta nel 2005, completato nel 2017 e collocato poi nel cimitero del paese ove l'architetto volle fossero conservate le sue ceneri, nel paese natale dei propri genitori. L'opera è composta da una pietra in marmo bianco scolpita dallo stesso Pellegrin con l'immagine del suo amato Friuli, accompagnata da una targa illustrativa e da un rosaio giacenti su un manto di sassi del torrente Meduna.
- Tomba di padre Aldo Giustiniano Babuin. Altare sito nel camposanto e dedicato a padre Aldo Giustiniano Babuin, frate francescano vissuto da missionario in Guatemala. Il 25 giugno 1992, il presidente della Repubblica del Guatemala gli conferì l’onorificenza Orden Francisco Marroquin per i meriti da lui acquisiti nel campo formativo-religioso, educativo e sanitario a favore delle popolazioni.

## Geografia antropica
Il paese è costituito da località e borgate storiche, alcune trascritte già nelle vecchie mappe dell'Ottocento e del primo Novecento: 
- Il centro con piazza San Michele e piazza Indipendenza. Dalla prima diparte via Belvedere (il vecchio Viale Belvedere) arteria principale di Domanins posta sulla Strada provinciale Pordenone-Spilimbergo;
- il Borgo Leone che sorge accanto al centro dipartendosi dalla piazza Indipendenza verso Arzene;
- il Claut, antica località posta a nord verso Rauscedo il cui nucleo originario si collocava nel largo di fronte all'Ufficio delle Poste che ancora oggi è visibile;
- La zona del vecchio Mulino è situata a nord verso Rauscedo proseguendo dopo il Claut. Essa corrisponde alla via della Pace sulla cui area verde sorgeva un tempo la vecchia roggia (1806?-1970);
- Località Cantoni posta a nord-est del Claut verso San Giorgio.
- la Selva (distinta nelle vie di sopra e di sotto) che si trova a sud nei terreni attorno al vecchio corso del torrente Meduna;
- La Grava è la zona situata oltre la Selva priva di abitazioni. L'ambiente è composto da terreni arabili, da prati e da aree ghiaiose e fa parte dell'habitat vegetale e faunistico dei Magredi.

## Geografia fisica
Il territorio di Domanins si trova nella media pianura friulana ad una latitudine di 46° e ad un’altezza di 70 m sul livello del mare in leggera pendenza da nord a sud. Ad ovest il suo territorio sfuma nel Meduna, a sud confina con la località Castions del Comune di Zoppola in prossimità dello svincolo della SR177 Cimpello-Sequals, a est con Arzene, a nord con Rauscedo. Il suo territorio è ghiaioso e di origine alluvionale, denominato generalmente Grave, con habitat naturali tipici della zona. Il territorio del Meduna dà origine ad un’ampia zona denominata Magredi con vegetazione prevalentemente arbustiva e povera d'acqua per opera delle dighe nella pedemontana.
Tra l’abitato del capoluogo San Giorgio e il Meduna, un tempo, si estendeva la prateria della Richinvelda, da cui prende nome il Comune.
Il clima è temperato con piogge frequenti (1500 mm medi totali in 120 giorni con pioggia) anche d’estate, a causa dell’elevato numero di temporali; le stagioni più piovose sono l’autunno e la primavera. La temperatura media annua è di 13 °C e varia dai 3 °C medi di gennaio ai 23 °C medi di luglio. Le temperature possono occasionalmente scendere al di sotto dei -10 °C in inverno e superare i 35 °C d’estate.
Le colture prevalenti sono il mais, la soia e i frutteti, molto esigenti d’acqua, nonché la vite. Per quanto riguarda quest’ultima, si deve sottolineare la presenza sia di vigneti da produzione, sia di campi in cui si coltiva la vite americana, necessaria per i successivi innesti per la realizzazione delle barbatelle.
È un territorio povero di risorse d'acqua e dal torrente Cosa già nel XIII secolo si derivò la “Roggia di Lestans” o “Roggia dei mulini”, che fornì acqua potabile ed energia meccanica fino all’inizio del XX secolo. Tra Domanins e il torrente Meduna è compresa una piccola porzione del territorio dei magredi, zona caratterizzata da un suolo di ciottoli e ghiaie grossolane che scendono in profondità per parecchi metri. Un tempo erano prati che venivano utilizzati per la pastorizia, la fienagione e la raccolta di legni e sterpi. Il paesaggio è pertanto costituito da ampie superfici con marcata aridità anche se la vegetazione dei Magredi è assai varia e, dal punto di vista naturalistico, è uno degli ambienti più importanti del Friuli Venezia Giulia.
La ricchezza floristica è tra le più alte di tutte le formazioni vegetali della regione, fra le più importanti vi sono la Brassica glabrescens, una specie che a livello mondiale è esclusiva dei magredi pordenonesi, la Matthiula fruticulosa ssp. Valesiaca, la Centaurea dichroantha, l’Euphorbia triflora ssp. Kerneri, la Stipa pennata e altre. Una pianta rara di origine steppica è la Crambe tataria diffusa nelle steppe dell’Europa orientale e dell’Asia centrale e presente solo in poche stazioni dei Magredi.
Anche la fauna annovera delle specie caratteristiche della steppa o di ambienti aperti, come ad esempio la lepre, alcune specie di lucertole, serpenti, anfibi e numerose specie di insetti. Si possono poi osservare varie specie di rapaci come la poiana (Buteo buteo), l’albanella minore e reale (Circus pygarsus e cyaneus), il gheppio (Falco tinnunculus), il pellegrino (Falco peregrinus) e altri. Tra gli uccelli troviamo poi la starna, l’occhione, il corriere piccolo, la pavoncella, il cuculo, il succiacapre, l’upupa e altri uccelli anche di minori dimensioni. Nelle aree più boscose trovano riparo cervi, caprioli e cinghiali che giungono dalla pedemontana. Dal 1978 questo territorio è tutelato e protetto dal Piano Urbanistico Regionale Generale.

## Lingue e dialetti
A Domanins, accanto alla lingua italiana, la popolazione utilizza il friulano occidentale, una variante della lingua friulana. Nel territorio comunale di San Giorgio della Richinvelda vige la Legge regionale 18 dicembre 2007, n. 29 "Norme per la tutela, valorizzazione e promozione della lingua friulana".

## Eventi
- Gennaio: tradizionale falò epifanico dei coscritti presso il terreno antistante il cimitero.
- Gennaio/febbraio: il secondo sabato di carnevale si svolge la cena sociale dell'associazione dei donatori di sangue.
- Febbraio: Festa di San Valentino.
- Luglio: l'ultima domenica del mese si svolge la tradizionale Porchetta nel boschetto del campo sportivo, festa annuale della sezione donatori di sangue A.F.D.S. L'evento si è svolto la prima volta il 24 giugno 1973 nella località Ciampagnatis e poi nella zona del Frabosc fino al 1979. Nel 1980 si tiene l'ultima domenica di luglio nella boscaglia adiacente al campo da calcio. Dal 1974, la Porchetta divenne ufficialmente la Festa o Giornata del donatore della sezione A.F.D.S. Domanins.
- Luglio: il sabato precedente l'ultima domenica del mese, si svolgeva la tradizionale Lucciolata della Via di Natale, organizzata dai donatori di sangue, una passeggiata per le strade paese con torce o candele in mano. La manifestazione si svolse dal 1993 fino al 2005 e fu ripresa il 9 luglio 2022.
- Luglio: il 10 luglio 2022 si è tenuta la prima edizione della Marcia dal Buschit con partenza e arrivo nel boschetto del campo sportivo.
- Settembre: Festa di San Michele Arcangelo. Dal 2005 al 2013 è stata riproposta la tradizionale sagra del paese. Negli ultimi anni nell'ultima domenica del mese si tiene il pranzo per la comunità con la processione della statua del Santo. Nell'edizione del 2016, dopo novantaquattro anni (dal 1922), il simulacro di San Michele Arcangelo è stata portato in processione, all'esterno dell'edificio della parrocchiale.
- Autunno/fine anno: la tradizionale Coscrittata. I coscritti nell'anno del compimento dei diciannove girano di notte per le strade del paese lasciando scritte divertenti per le strade davanti alle abitazioni e ai luoghi del paese.
- Dicembre: Babbo Natale dei donatori di sangue con regalo porta a porta alle famiglie del paese con raccolta di offerte per beneficenza.
- Nel 1988, l'Associazione Calcio Domanins (1977-1992), con la collaborazione  dell'A.S. Vivai Cooperativi Rauscedo e dell'Associazione Sportiva di San Giorgio della Richinvelda, contribuì alla nascita del Torneo Giovanile Internazionale dell'Amicizia. Nelle prime edizioni, la rappresentativa comunale fu formata dalla squadra degli Allievi provinciali del Domanins vincitori degli ultimi campionati.

## Riferimenti letterari
- Domanins viene citata ne "La ritirata del Friuli" opera del 1919 dello scrittore toscano Ardengo Soffici. Trovandosi in servizio a Domanins dopo la ritirata da Caporetto, il Soffici scrisse: "Questa visione di sfacelo e di carnaio mi sbigottì mi riempì di un profondo sconforto. Inoltre tra questo orrore v'erano gruppi di soldati senza ufficiali, disarmati, stanchi e affamati che camminavano alla rinfusa, processioni di profughi tutti quanti avvolti in una colonna di polvere che non finiva mai". Nella sua opera citò anche il caso di un soldato fucilato per diserzione sul sagrato della chiesa del paese.
- Il poeta Pier Paolo Pasolini compose una poesia su Domanins: "Bianca barca/nel mare giallo e verde/del sole, Domanins si perde. Una vecchietta/gira al pozzo la ruota/nella piazza vuota. Timoniere/di quella barca in panna/la vecchietta s'affanna, persa nel lume/giallo e verde del sole./Rintoccano le ore." Nel 2016, l'associazione dei donatori di sangue del paese collocò una targa in piazza Indipendenza con l'iscrizione della poesia.